# Juan Loperráez Corvalán
Juan Loperráez Corvalán (Pareja, 29 de agosto de 1736 - Cuenca, 2 de septiembre de 1804) fue un historiador y clérigo español. 
Fue canónigo de las catedrales de Cuenca y Osma, y miembro de la Real Academia de la Historia.

## Obras
- Descripción histórica de la diócesis de Osma (Madrid, 1788), vol. I y vol. II.
- Colección diplomática citada en la descripción histórica del Obispado de Osma (Madrid, 1788), vol. III.